# Pedro María Anaya
Pedro Bernardino María de Anaya (16 de juny de 1794 - 21 de maig de 1854) fou president interí de Mèxic en dues ocasions el 1857 i el 1848. Tingué un paper molt important en la Guerra Estats Units - Mèxic.
Anaya nasqué el 16 de juny de 1794 a San Mateo de Huichapan, un petit poble de l'actual estat d'Hidalgo. Els seus pares, Pedro José Anaya y Maldonado i María Antonia de Álvarez eren immigrants espanyols. Començà la seva carrera militara l'Exèrcit Reialista el 1810. El 1821, tanmateix, s'uní a l'exèrcit insurgent.
El 1847 després de la victòria nord-americana en la Batalla de Contreras, els batallons mexicans foren atacats en el convent de Santa María de Churubsco, en allò que es coneix com la batalla de Churubusco. Les forces mexicanes estaven encapçalades per Anaya. El general nord-americà Twiggs el demanà les municions després de la fi de la batalla, i Anaya respongué "si en tingués, de municions, vostè no seria aquí". En aquesta batalla també participà el Batalló de Sant Patrici irlandès al costat de les forces mexicanes. En finalitzar la invasió nord-americana, ocupà la presidència per segona ocasió del 8 de novembre de 1847 al 8 de gener de 1848. Renuncià al càrrec, ja que per signar la pau, els Estats Units demanaven grans porcions de territori mexicà, la qual cosa obtingueren en el Tractat de Guadalupe-Hidalgo.
Posteriorment, quan Mariano Arista fou president, Anaya fou designat Ministre de Guerra i Marina. Morí d'una pulmonia sobtada el 1854. En l'actualitat, en honor seu i de la seva defensa en la Batalla de Churubusco, una estació del metre de la ciutat de Mèxic porta el seu nom.